# Kim Jong-il
Kim Jong-il [kim.dzɔŋ.iːɭ] (* 16. Februar 1941 in der Russischen SFSR, Sowjetunion als Juri Irsenowitsch Kim, russisch Юрий Ирсенович Ким; nach nordkoreanischen Veröffentlichungen * 16. Februar 1942 nahe dem Paektusan im Geheimlager Paektusan, Chōsen; † 17. Dezember 2011 in Pjöngjang, Nordkorea) war ein nordkoreanischer Politiker. Nach dem Tod seines Vaters Kim Il-sung war er als Generalsekretär der Partei der Arbeit Koreas (PdAK), Vorsitzender der Nationalen Verteidigungskommission und Oberster Befehlshaber der Koreanischen Volksarmee (KVA) von 1994 bis 2011 Diktator Nordkoreas.
In Nordkorea war Kim Jong-il Mittelpunkt eines Führerkults; außerhalb des Landes galt seine Herrschaft als diktatorisches, von Menschenrechtsverletzungen gekennzeichnetes Regime. Während seiner Amtszeit führte eine verfehlte Wirtschaftspolitik, die auf das Militär konzentriert war, zur Verarmung der Bevölkerung. Als seinen Nachfolger in der Kim-Dynastie hatte er seinen jüngsten Sohn Kim Jong-un bestimmt. Postum wurde Kim Jong-il im April 2012 zum „Ewigen Generalsekretär“ sowie zum „Ewigen Vorsitzenden des Nationalen Verteidigungskomitees der DVRK“ ernannt.

## Leben

### Kindheit und Jugend

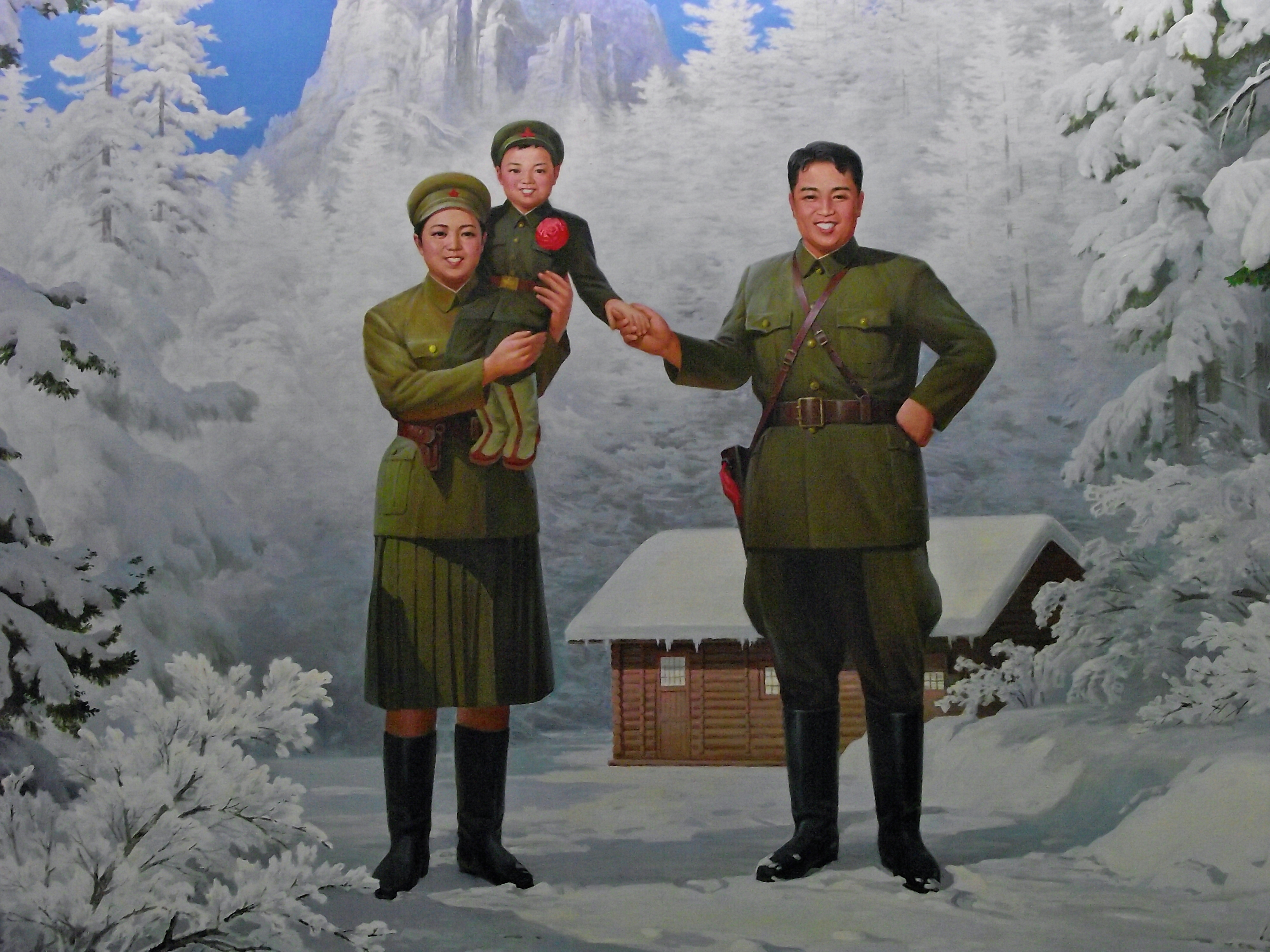
Propagandabild: Kim Jong-il, umgeben von seinen Eltern Kim Jong-suk und Kim Il-sung.

Das genaue Geburtsdatum und der Geburtsort von Kim Jong-il sind ungeklärt. Es ist wahrscheinlich, dass er am 16. Februar 1941 im Woroschilow-Lager bei Nikolsk geboren wurde. Er war der älteste Sohn von Kim Il-sung und seiner ersten Frau Kim Jong-suk, die sich gemeinsam im Kampf gegen die japanische Invasion im Guerillakampf in der Mandschurei befanden und wiederholt auf sowjetisches Gebiet zurückzogen. Ebenfalls verbreitet ist die Angabe, Kim sei im Lager Wjatskoje im Kreis Chabarowsk geboren. Nach Lim Jae-Cheon passe dies aber nicht mit den Kriegsaufzeichnungen Kim Il-sungs zusammen, nach denen Kim im Juli 1942 in das Lager Wjatskoje zog. Gemäß der offiziellen Biographie wurde Kim Jong-il am 16. Februar 1942 auf dem Berg Paektusan geboren. Das Geburtsdatum und der Geburtsort wurden wahrscheinlich zwischen 1981 und 1982 aus propagandistischen Gründen geändert. Der Berg Paektusan hat eine hohe symbolische Bedeutung, es ist wahrscheinlich, dass Anfang der 1980er Jahre der auf dem höchsten heiligen Berg Koreas geborene Kim als für die Übernahme der Führerschaft Nordkoreas dargestellt werden sollte. Der Geburtstag wurde nachträglich geändert, wohl um einen propagandistischen Konnex zu seinem 1912 geborenen Vater herzustellen. Die Geburtstage der beiden Kims konnten dadurch im gleichen Jahr mit einer großen Feierlichkeit begangen werden. Auf diese These deutet hin, dass der 40. Geburtstag Kim Jong-ils zweimal gefeiert wurde, nämlich 1981 und 1982. Der offiziellen Legende nach sollen nach seiner Geburt ein Stern und ein doppelter Regenbogen am Himmel erschienen sein, weswegen sein Geburtstag heute Tag des strahlenden Sterns heißt.
Seine frühe Kindheit verbrachte Kim unter Partisanen in streng militärischem Umfeld. Nach der Kapitulation Japans und der Errichtung einer provisorischen Regierung unter Kim Il-sung besuchte Kim Jong-il den Namsan-Kindergarten für Funktionärskinder. Nach Ausbruch des Koreakrieges wurde Kim zuerst in die Provinz Chagang evakuiert, später nach Jilin in der Volksrepublik China. Im Frühling 1952 wurde er nach Pjöngjang zurückgeholt, wo er im November 1952 in die Mangyongdae-Schule für Kinder von Revolutionären eingeschult wurde. Dort blieb er bis zum Ende des Koreakrieges, durch den auch er Tod, Hunger und Zerstörung aus nächster Nähe erlebte. Im September 1953 kam er auf die Samsok-Grundschule, im Februar 1954 auf die Vierte Grundschule von Pjöngjang. Bereits 1949 war seine Mutter aufgrund von Geburtskomplikationen verstorben. Kim Il-sung heiratete 1952 oder 1953 Kim Song-ae, die davor Hausangestellte im Hause der Kims war. Die Beziehungen Kims zu seiner Stiefmutter waren nicht besonders gut, so dass er häufig bei seinem Onkel Kim Yong-ju wohnte. Auch andere frühere Partisanen wie Yi Ul-Sol oder O Chin-u kümmerten sich viel um ihn; Vater Kim war aufgrund der Staatsgeschäfte selten zu Hause.
Im September 1954 begann er mit dem Besuch der Ersten Mittelschule in Pjöngjang, wo er schon 1955 Vorsitzender des Schülervereins wurde. Im September 1957 kam er auf das Namsan-Gymnasium, wo er an den Aktivitäten der Demokratischen Jugendliga teilnahm. Er war ein mittelmäßiger Schüler, der nur für die Praxis lernen wollte, sich aber sehr für das interessierte, was auch seinen Vater interessierte. Er wurde bereits als Jugendlicher von Kindern von Nicht-Funktionären abgeschirmt, hatte großes Interesse für Schießen und Jagen und lernte Klavierspiel. Es wurden ihm Privatlehrer an die Seite gestellt und im Jahre 1957 und 1959 begleitete er seinen Vater nach Moskau. Er wusste wiederholt den Einfluss seines Vaters zum eigenen Vorteil auszunutzen. Während Kims Jugendzeit entstand die Chuch’e-Ideologie, mit der sich Nordkoreas Führung nach Stalins Tod von Chruschtschows Politik der friedlichen Koexistenz mit dem Westen distanzierte. Kims Vater, der Nordkorea nach stalinistischem Vorbild regierte, sah sich vor allem von der Entstalinisierung in der Sowjetunion indirekt angegriffen. Kim Jong-il wurde auch Zeuge der politischen Säuberungen seines Vaters, vor allem als führende frühere Partisanen wie Choe Chang-ik, Pak Chang-ok und Yun Kong-hum Kim Il-Sungs Machtkonzentration, den Personenkult und den Fokus auf die Schwerindustrie kritisierten. Die drei Kritiker wurden abgesetzt, nach Protesten aus China und der Sowjetunion wieder eingesetzt und später im Geheimen neuerlich abgesetzt. Kim Jong-Il war selbst Teil der Chollima-Bewegung, mit der wundersame Produktionssteigerungen erreicht wurden und mit der man den ersten Fünfjahrplan in nur dreieinhalb Jahren erfüllte. Kim erlebte so das goldene Zeitalter des Sozialismus in Nordkorea mit, arbeitete selbst beim Eisenbahnbau und Flussregulierung, glaubte fest an den Sieg des Sozialismus und die leuchtende Zukunft seines Landes.
Im September 1960 begann Kim Jong-il ein Studium der politischen Ökonomie an der Kim-Il-sung-Universität. Es wurde ein Professor exklusiv für die Ausbildung Kims abgestellt, während Pak Su-dong, damals Vorsitzender des Parteikomitees der Universität, die Parteiaktivitäten Kims betreuen musste. Der Student Kim setzte durch, dass der Lehrplan der Universität von revisionistischen Inhalten gesäubert wurde, und dass man die Inhalte durch Chuch’e-Ideologie ersetzte. Er startete darüber hinaus eine Bewegung, in deren Rahmen jeder innerhalb eines Jahres 10.000 Seiten lesen sollte, vor allem Werke von Kim Il-sung. Neben dem Studium arbeitete er auf einer Baustelle, lernte Reiten und vergnügte sich mit schnellem Autofahren. Bereits als Student durfte er an hochrangigen Gesprächen der nordkoreanischen Regierung, Partei und des Militärs teilnehmen, erneut begleitete er seinen Vater auf Reisen in die Sowjetunion und nach Osteuropa. Er war ehrgeizig und wollte ein politischer Führer wie sein Vater werden, seinem Umfeld folgend dachte er nationalistisch und antiamerikanisch. Deutsche Medien berichten, er habe in der DDR eine Ausbildung in Wirtschaftswissenschaften erhalten, wenngleich aus ideologischen Gründen Nordkorea zur gleichen Zeit seine Auslandsstudenten zurück ins Land holte.

### Aufstieg zum Nachfolger Kim Il-sungs
Im März 1964 schloss Kim sein Studium an der Kim-Il-sung-Universität ab und trat am 17. Juni eine Stelle in der Organisationsabteilung des Zentralkomitees – der mächtigsten Abteilung in der Partei der Arbeit Koreas – an. Er arbeitete erst in der zentralen Führungssektion, die sich mit Regierungs- und Staatssicherheitsangelegenheiten befasste. Später wechselte er in die allgemeine Führungssektion, die militärische Fragen behandelte. Daneben arbeitete er im Sicherheitsbüro seines Vaters mit. Ein Jahr später wurde er in das Sekretariat des Premierministers versetzt, von wo er 1966 in die Position eines hohen Kaders in die Organisationsabteilung zurückkehrte. In diesen Positionen lernte er die Mechanismen der Macht im Staats- und Parteiapparat kennen und wenngleich sein Vater die Beförderungen veranlasst haben dürfte, musste Kim Jong-il sich bewähren. Er berichtete später, dass ihm die Arbeit mit den viel älteren und erfahreneren Kollegen auf Ministerebene anfangs schwer fiel.
Seine erste politische Aufgabe erhielt Kim Jong-il im Zuge der politischen Säuberungen rund um die Kapsan-Faktion. Diese Veteranen aus dem Krieg gegen Japan, die anders als Kim Il-sung keine Guerilla-Vergangenheit hatten, wollten Pak Kum-chol als Nachfolger von Kim Il-sung in Stellung bringen. Sie produzierten einen Propagandafilm zur Heroisierung des Ehepaares Pak und ließen das Geburtshaus Paks restaurieren. Sie kritisierten Kims hohe Investitionen in die Schwerindustrie und forderten, zur besseren Deckung der Bedürfnisse der Bevölkerung die Leichtindustrie zu fördern. Kim Il-sung begegnete dieser Herausforderung damit, dass er, unterstützt von O Chin-u, auf dem 15. Plenum des 4. Zentralkomitees im Mai 1967 die Mitglieder der Kapsan-Gruppe aus der Partei ausschließen und in Lager verbringen ließ. Kims Rolle war hierbei die Leitung der Untersuchungen gegen die Kapsan-Faktion, wenngleich er erst 26 Jahre alt war. Nach diesen Maßnahmen war Kim Il-sungs Regime stabil, und es gab niemanden, der seine Macht angriff. Der Kult um Kim intensivierte sich nach dem Vorbild des Kultes um Mao Zedong, der zeitgleich in China mit der Kulturrevolution am Höhepunkt war. Kim Yŏng-ju entwickelte die zehn Prinzipien des monolithischen ideologischen Systems, auf dem das Regime in den folgenden Jahren basierte.
Im September 1967 wurde Kim Jong-il zum Chef der Sektion Führung für Kunst und Kultur der Propagandaabteilung des Zentralkomitees befördert. Zwei Jahre später wurde er stellvertretender Vorsitzender der Propagandaabteilung. In dieser Rolle stärkte er den Kult um seinen Vater. Er ließ Orte mit Verbindung zu Kim Il-sung und seinen Guerillakampf gegen die japanische Armee zu Wallfahrtsorten ausbauen und Ausflüge zu diesen Orten organisieren. Er forcierte Publikationen über Kim Il-sung, ließ teilweise die Familiengeschichte der Kims ändern und verlangte, dass Filme über Kim Il-sungs Zeit in der Guerilla gedreht wurden. Er ließ Produktionseinheiten für Film, Oper, Theater, Malerei und Literatur schaffen. Insbesondere glaubte er an die propagandistische Macht des Filmes – wie vor ihm beispielsweise auch Stalin und Hitler – und ließ Dokumentationen über den antijapanischen Widerstand drehen wie etwa Das Blumenmädchen. Mit diesen Produktionen erzeugte er Rührung bei allen Kriegsveteranen, vor allem seinem Vater. Kim Jong-il ließ auch eine neue nordkoreanische Form der Oper schaffen und Stücke arrangieren, die auf den Handlungen und Inhalten der Dokumentarfilme beruhten.
Zum Aufstieg Kim Jong-ils in die Kronprinzenrolle seines Vaters trugen auch außenpolitische Entwicklungen bei. Im Jahre 1961 putschte das südkoreanische Militär unter Park Chung-hee, was erneut US-amerikanische Truppen in die unmittelbare Nachbarschaft Nordkoreas brachte. Kim Il-sung reagierte darauf, indem er Beistandsverträge mit der Sowjetunion und China (6. Juli bzw. 11. Juli 1961) unterzeichnete. Nach der Kubakrise, in der der sowjetische Regierungschef amerikanischem Druck nachgegeben und seine Atomraketen wieder abgezogen hatte, galt die Sowjetunion in Nordkorea als unzuverlässiger Bündnispartner. Die Entstalinisierungspolitik in Osteuropa und die Kulturrevolution in China führten bei Kim Il-sung zur Erkenntnis, sich selbst verteidigen zu müssen, und zur Formulierung der vier Militärprinzipien, wonach militärische Stärke auf Kosten der Lebensqualität der Bevölkerung anzustreben sei. Die Entstalinisierung in der Sowjetunion und der (angebliche) Putschversuch von Lin Biao gegen Mao Zedong zeigten dem alternden und kranken Kim Il-sung die Bedeutung eines loyalen Nachfolgers. Kim Yong-ju, der ursprünglich in aussichtsreichster Position für die Nachfolge Kim Il-sungs war, hatte sich 1968 wegen schwerer Krankheit zurückgezogen. Kim Song-ae hatte den Einfluss der Fraktion der Guerilla-Veteranen bedroht, war von diesen bekämpft worden und wurde im Februar 1974 entmachtet. Somit war im Jahre 1974 der Weg für Kim Jong-il an die Spitze des nordkoreanischen Staates frei. Er hatte sich loyal, ehrgeizig und fähig genug gezeigt, so dass potentielle andere Kandidaten keine Chance auf den Aufstieg hatten.

### Mitglied des ZK
Bei der 7. Plenartagung des ZK der PdAK vom 4. bis zum 17. September 1973 wurde Kim Jong-il zum Sekretär des ZK gewählt. Sein Onkel Kim Yŏng-ju, der zeitweise als Nachfolger Kim Il-sungs im Gespräch gewesen und der wichtigste potentielle innerfamiliäre Rivale Kim Jong-ils geblieben war, wurde bei gleicher Gelegenheit entmachtet und von Platz 6 in der Parteihierarchie auf Platz 13 herabgestuft. Zudem wurde Kim Jong-il damals die Leitung der beiden wichtigsten Abteilungen übertragen: Organisation sowie Propaganda und Agitation. Damit hatte er die wichtigsten „Werkzeuge“ für die Festigung seiner Position in der Hierarchie der Partei und für seinen weiteren Aufstieg zur Hand. Infolgedessen wurde er bei der 8. Plenartagung des ZK am 13. Februar 1974 zum Mitglied des Politbüros des ZK der PdAK und zum Nachfolger seines Vaters Kim Il-sung.
Danach entstand um den lieben Führer ein Personenkult, der dem um seinen als Großer Führer verehrten Vater gleichkam. Von 1977 bis 1979 trat Kim Jong-il nicht öffentlich in Erscheinung. Die Gründe dafür sind nicht bekannt. Einige Medien deuteten dies dahingehend, dass er in Ungnade gefallen sei. Andere Untersuchungen führen sein Nichterscheinen auf Meinungsverschiedenheiten in der politischen Führung des Landes zurück: Es habe zeitweise Widerstände gegen die Begründung einer dynastischen Staatsführung gegeben.
Auf dem VI. Parteitag der PdAK, der vom 10. bis zum 14. Oktober 1980 in Pjöngjang stattfand, wurde Kim Jong-il zum Mitglied des Präsidiums des Politbüros des ZK der PdAK und zum Mitglied des Zentralen Militärkomitees der PdAK gewählt sowie zum Sekretär des ZK der PdAK wiedergewählt. Im Februar 1982 wurde er Abgeordneter des nordkoreanischen Parlaments. Im Mai 1990 wurde er zum Ersten Stellvertretenden Vorsitzenden der Nationalen Verteidigungskommission Nordkoreas, am 24. Dezember 1991 zum Obersten Befehlshaber der KVA gewählt. Seit dem 9. April 1993 war er Vorsitzender der Nationalen Verteidigungskommission und übte somit das „höchste Amt im Staate“ aus.
Nach dem Tod seines Vaters im Jahre 1994 übernahm er dessen Stellung als faktischer Staatschef. Am 8. Oktober 1997 wurde Kim Jong-il zum Generalsekretär der PdAK gewählt.
Laut einer Meldung der nordkoreanischen Nachrichtenagentur KCNA vom 19. Dezember 2011 starb Kim Jong-il am Morgen des 17. Dezember während einer dienstlichen Zugfahrt an einem Herzinfarkt. An den genauen Umständen seines Todes im Zug, der als Teil der nordkoreanischen Propaganda um den Personenkult angesehen wird, bestehen Zweifel. Sein gepanzerter Zug soll laut Auswertungen von Satellitenbildern des südkoreanischen Geheimdienstes die Hauptstadt Pjöngjang nicht verlassen haben. Auch die verspätete Todesmeldung wird als Indiz dafür angesehen. Sein Leichnam wurde, wie auch der seines Vaters Kim Il-sung, in einem Glassarg im Kumsusan-Palast aufgebahrt. Anlässlich seines Todes wurde eine elftägige Staatstrauer angeordnet, während der auch die Geschäfte geschlossen bleiben mussten. Bei öffentlichen Trauerfeiern in Pjöngjang fanden sich Zehntausende weinender Menschen zusammen. Zu den Trauerfeierlichkeiten marschierten etwa 100.000 Menschen nach einer 40 Kilometer langen Prozession auf den Kim-Il-sung-Platz.

## Politik

### Innenpolitik
Kim Jong-ils Macht stützte sich vor allem auf die KVA, weshalb er in westlichen Medien auch manchmal als „Militärmachthaber“ bezeichnet wurde. Nordkorea ist mit etwa 1,1 Millionen Soldaten das Land mit dem, bezogen auf die Einwohnerzahl von 24 Millionen Menschen, weltweit größten Militärapparat. Die besondere Beziehung der Staats- und Parteiführung zum Militär zeigt sich in der Sŏn’gun-Politik, die der Verteidigungsbereitschaft höchste Priorität einräumt.

#### Atomare Aufrüstung
Im Unterschied zu seinem Vater, der mit seiner Chuch’e-Ideologie eine Autarkie Nordkoreas anstrebte, verfolgte Kim Jong-il während seiner Diktatur zusätzlich die Sŏn’gun-Ideologie: das Militär zuerst. Gestützt auf das Militär und Sŏn’gun setzte Kim alles daran, sein Land atomar aufzurüsten. Unter seiner Regie wurden die nordkoreanischen Streitkräfte nominell zur viertgrößten Armee der Welt; 2006 ließ Kim die erste Atombombe des Landes zünden, 2009 folgte eine zweite Zündung. Unter seinem Sohn Kim Jong-un wurde diese Politik fortgeführt, und 2013 erfolgte ein dritter Kernwaffentest, welcher zur Nordkorea-Krise 2013 führte.

#### Menschenrechtsverletzungen
Kim Jong-il wurden zahlreiche Menschenrechtsverletzungen vorgeworfen. Im Mai 2011 berichtete Amnesty International, dass etwa 200.000 Menschen unter „schrecklichen Bedingungen“ in „unmenschlichen“ Straflagern für politische Gefangene gefangen gehalten werden und rief Kim Jong-il auf, die Lager sofort zu schließen. Die Bedingungen in den nordkoreanischen Lagern seien die schlimmsten, die die Organisation in den vergangenen 50 Jahren dokumentiert habe. Nordkorea bestreitet die Existenz der Lager.
Ein Bericht der Vereinten Nationen warf Kim Jong-il im Jahr 2009 eine „grausame und unterdrückerische Herrschaft“ und „massive Menschenrechtsverletzungen“ vor, unter der Millionen Nordkoreaner leiden, die ausgebeutet, verfolgt und diskriminiert würden. Dem Bericht gemäß sichere Kim Jong-il „seine Schreckensherrschaft … mit Sippenhaft, mit Folter und öffentlichen Hinrichtungen, obwohl Nordkorea kürzlich die Wahrung der Menschenrechte in seine Verfassung aufgenommen habe …“ Nordkorea bezeichnete den Bericht als „ein mit Lügen gespicktes Dokument politischer Verzerrung und Verschwörung“. Im gleichen Jahr bereitete ein Zusammenschluss verschiedener südkoreanischer Menschenrechtsorganisationen eine Anklage gegen Kim Jong-il wegen Verbrechen gegen die Menschlichkeit vor dem Internationalen Gerichtshof vor.

### Außenpolitik

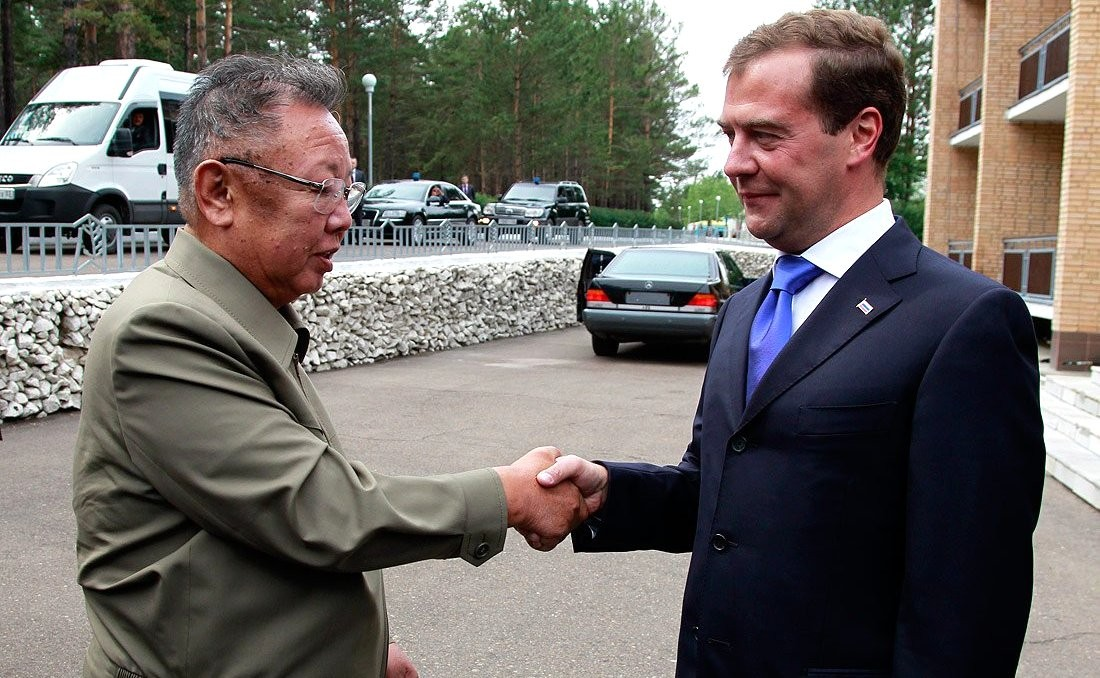
Kim Jong-il mit dem damaligen russischen Präsidenten Dmitri Medwedew bei seinem Besuch Russlands im August 2011

Kim Jong-il bemühte sich außenpolitisch vor allem um die Aufrechterhaltung der guten Beziehungen zur VR China und zu Russland.
Anfang Juni 2000 und im folgenden Jahr reiste Kim Jong-il mit einem gepanzerten Zug in die VR China, 2001 außerdem nach Russland. Im April 2004 reiste er erneut in die VR China. Nach Medienberichten hielt er sich dort zu Beratungen auf, deren Gegenstand der Atomstreit seines Landes mit den Vereinigten Staaten und anderen Staaten sowie Wirtschaftsreformen waren. Vom 10. bis zum 18. Januar 2006 sowie vom 3. bis zum 7. Mai 2010 hielt er sich zu inoffiziellen Staatsbesuchen erneut in der VR China auf.
Ein erneuter, mehrtägiger Besuch Kim Jong-ils in Peking fand beginnend am 27. August 2010 statt. Diesmal reiste er den Angaben zufolge zusammen mit seinem jüngsten Sohn und Nachfolger als nordkoreanischer Machthaber, Kim Jong-un. Der Besuch sollte dazu dienen, um Chinas Unterstützung für die Machtübergabe an seinen Sohn zu werben. Auch dieser Besuch wurde erst im Nachhinein offiziell bestätigt.

#### Mögliche Verantwortung für Terroranschläge
Kim Jong-il wird verdächtigt, für die Organisation zweier Terroranschläge verantwortlich zu sein:
- 1983 soll er ein Attentat auf den südkoreanischen Militärdiktator Chun Doo-hwan veranlasst haben, bei dem in Burmas Hauptstadt Rangun mehrere südkoreanische Minister starben.[35]
- Am 29. November 1987 explodierte der Korean-Airlines-Flug 858 über der Andamanensee, wobei alle 115 Insassen ums Leben kamen. Die Attentäterin, die nordkoreanische Geheimagentin Kim Hyon-hui, sagte in ihrem Geständnis aus, sie habe die Bombe auf Weisung Kim Jong-ils an Bord geschmuggelt.[36]

Im Jahr 2010 wurden auf WikiLeaks mehr als 90.000 als geheim eingestufte Dokumente aus dem Afghanistan-Krieg freigegeben. In einigen dieser Dokumente berichten US-Agenten von Waffendeals zwischen Nordkorea und den Taliban.

## Privates

### Aufwändiger Lebensstil
Kim Jong-il soll trotz der Armut in seinem Land einen aufwändigen Lebensstil gepflegt haben. Dazu standen ihm etwa ein Dutzend luxuriöser Residenzen zur privaten Nutzung zur Verfügung. Andererseits gelten weite Teile der Berichte über den Lebensstil von Kim Jong-il inzwischen als übertrieben und womöglich vom südkoreanischen Geheimdienst in Umlauf gebracht.

### Gesundheit
Kim Jong-il soll herzkrank gewesen sein und an Diabetes gelitten haben. Bei öffentlichen Auftritten im Jahr 2009 wirkte er stark abgemagert. Es hieß, er sei unheilbar an Bauchspeicheldrüsenkrebs erkrankt und habe noch eine Lebenserwartung von maximal fünf Jahren.
Gegenteiliges war 2010 im Magazin Der Spiegel zu lesen:

„Eine Geschäftsfrau – so mächtig, dass sie die Nordkoreaner nicht fürchten muss – konnte gar den ersten Mann im Polizeistaat besuchen: Kim Jong-il empfing sie kürzlich in seiner Gästevilla am Berg Myohyang. Die Frau erlebte den Diktator ‚bei guter Gesundheit und Laune‘, notierten die US-Aushorcher. Kim habe, so scheine es zumindest, ‚alles unter Kontrolle‘ und ‚detailorientiert, charismatisch und gedächtnisstark‘ gewirkt.“

Kurz vor seinem Tod verdichteten sich wieder die Vermutungen einer schweren Erkrankung. Die nordkoreanischen Staatsmedien schwiegen jedoch zu diesem Thema. Analysten sahen Anzeichen für einen schlechten Gesundheitszustand besonders darin, dass inzwischen mit Vorbereitungen für eine Machtübergabe an Kim Jong-un begonnen wurde. So zeigten sich Vater und Sohn gemeinsam bei der Abnahme einer Militärparade anlässlich des 63. Jahrestages der Gründung Nordkoreas.

### Familie
Kim Jong-il entstammte der nordkoreanischen Kim-Dynastie. Er war viermal verheiratet und hatte fünf eheliche Kinder. Zu seiner ersten Ehe soll er von seinem Vater Kim Il-sung gezwungen worden sein, während er bereits heimlich mit seiner späteren zweiten Ehefrau zusammenlebte.
Mit seiner ersten Ehefrau Kim Yong-suk, die einst seine Kommilitonin war, hatte er die Tochter Kim Sol-song (* 1974).
Mit seiner zweiten Ehefrau Song Hye-rim zeugte er seinen ältesten Sohn Kim Jong-nam (1971–2017). Song Hye-rim starb 2002 in Moskau.
Seine dritte Ehefrau, die ehemalige Tänzerin Ko Yong-hi (1953–2004), gebar drei weitere Kinder: die Söhne Kim Jong-chol (* 1981) und Kim Jong-un (* 1984) und die Tochter Kim Yo-jong (* 1987). Kim Jong-un ist, obwohl ohne militärische Ausbildung, seit dem Herbst 2010 Vier-Sterne-General der KVA, Mitglied des ZK und Vizevorsitzender der Zentralen Militärkommission der PdAK; nach dem Tod seines Vaters wurde er dessen Nachfolger als nordkoreanischer Machthaber.
Die langjährige Sekretärin Kim Ok (* 1964) war seine vierte Ehefrau.
| \| \| \| \| \| \| \| \| \| \| \| \| \| \| \| \| \| \| \| \| \| \| \| \| \| \| \| \| \| \| \| \| \| \| \| Kim Bo-hyon 1871–1955 \| \| \| \| \| \| \| \| \| \| \| \| \| \| \| \| \| \| \| \| \| \| \| \| \| \| \| \| \| \| \| \| \| \| \| \| \| \| \| \| \| \| \| \| \| \| \| \| \| \| \| \| \| \| \| \| \| \| \| \| \| \| \| \| \| \| \| \| \| \| \| \| \| \| \| \| \| \| \| \| \| \| \| \| \| \| \| \| \| \| \| \| \| \| \| \| \| \| \| \| \| \| \| \| \| \| \| \| \| \| \| \| \| \| \| \| \| \| \| \| \| \| \| \| \| \| Kim Hyong-jik 1894–1926 \| Kim Hyong-jik 1894–1926 \| Kim Hyong-jik 1894–1926 \| Kim Hyong-jik 1894–1926 \| Kim Hyong-jik 1894–1926 \| Kim Hyong-jik 1894–1926 \| \| \| Kang Pan-sok 1892–1932 \| Kang Pan-sok 1892–1932 \| Kang Pan-sok 1892–1932 \| Kang Pan-sok 1892–1932 \| Kang Pan-sok 1892–1932 \| Kang Pan-sok 1892–1932 \| \| \| \| \| \| \| \| \| \| \| \| \| \| \| \| \| \| \| \| \| \| \| \| \| \| \| \| \| \| \| \| \| \| \| \| \| \| \| \| \| \| \| \| \| \| \| \| \| \| Kim Hyong-jik 1894–1926 \| Kim Hyong-jik 1894–1926 \| Kim Hyong-jik 1894–1926 \| Kim Hyong-jik 1894–1926 \| Kim Hyong-jik 1894–1926 \| Kim Hyong-jik 1894–1926 \| \| \| Kang Pan-sok 1892–1932 \| Kang Pan-sok 1892–1932 \| Kang Pan-sok 1892–1932 \| Kang Pan-sok 1892–1932 \| Kang Pan-sok 1892–1932 \| Kang Pan-sok 1892–1932 \| \| \| \| \| \| \| \| \| \| \| \| \| \| \| \| \| \| \| \| \| \| \| \| \| \| \| \| \| \| \| \| \| \| \| \| \| \| \| \| \| \| \| \| \| \| \| \| \| \| \| \| \| \| \| \| \| \| \| \| \| \| \| \| \| \| \| \| \| \| \| \| \| \| \| \| \| \| \| \| \| \| \| \| \| \| \| \| \| \| \| \| \| \| \| \| \| \| \| \| \| \| \| \| \| \| \| \| \| \| \| \| \| \| \| \| \| \| \| \| \| \| \| \| \| \| \| \| \| \| \| \| \| \| \| \| \| \| \| \| \| \| \| \| \| \| \| \| \| \| \| \| \| \| \| \| \| \| \| \| \| \| \| \| \| \| \| \| \| \| \| \| Kim Jong-suk 1917–1949 \| Kim Jong-suk 1917–1949 \| Kim Jong-suk 1917–1949 \| Kim Jong-suk 1917–1949 \| Kim Jong-suk 1917–1949 \| Kim Jong-suk 1917–1949 \| \| \| Kim Il-sung 1912–1994 \| Kim Il-sung 1912–1994 \| Kim Il-sung 1912–1994 \| Kim Il-sung 1912–1994 \| Kim Il-sung 1912–1994 \| Kim Il-sung 1912–1994 \| \| \| Kim Song-ae 1924–2014 \| Kim Song-ae 1924–2014 \| Kim Song-ae 1924–2014 \| Kim Song-ae 1924–2014 \| Kim Song-ae 1924–2014 \| Kim Song-ae 1924–2014 \| \| \| Kim Yŏng-ju 1920–2021 \| Kim Yŏng-ju 1920–2021 \| Kim Yŏng-ju 1920–2021 \| Kim Yŏng-ju 1920–2021 \| Kim Yŏng-ju 1920–2021 \| Kim Yŏng-ju 1920–2021 \| \| \| \| \| \| \| \| \| \| \| \| \| \| \| \| \| \| \| \| \| \| \| \| \| \| \| \| \| \| \| \| \| \| Kim Jong-suk 1917–1949 \| Kim Jong-suk 1917–1949 \| Kim Jong-suk 1917–1949 \| Kim Jong-suk 1917–1949 \| Kim Jong-suk 1917–1949 \| Kim Jong-suk 1917–1949 \| \| \| Kim Il-sung 1912–1994 \| Kim Il-sung 1912–1994 \| Kim Il-sung 1912–1994 \| Kim Il-sung 1912–1994 \| Kim Il-sung 1912–1994 \| Kim Il-sung 1912–1994 \| \| \| Kim Song-ae 1924–2014 \| Kim Song-ae 1924–2014 \| Kim Song-ae 1924–2014 \| Kim Song-ae 1924–2014 \| Kim Song-ae 1924–2014 \| Kim Song-ae 1924–2014 \| \| \| Kim Yŏng-ju 1920–2021 \| Kim Yŏng-ju 1920–2021 \| Kim Yŏng-ju 1920–2021 \| Kim Yŏng-ju 1920–2021 \| Kim Yŏng-ju 1920–2021 \| Kim Yŏng-ju 1920–2021 \| \| \| \| \| \| \| \| \| \| \| \| \| \| \| \| \| \| \| \| \| \| \| \| \| \| \| \| \| \| \| \| \| \| \| \| \| \| \| \| \| \| \| \| \| \| \| \| \| \| \| \| \| \| \| \| \| \| \| \| \| \| \| \| \| \| \| \| \| \| \| \| \| \| \| \| \| \| \| \| \| \| \| \| \| \| \| \| \| \| \| \| \| \| \| \| \| \| \| \| \| \| \| \| \| \| \| \| \| \| \| \| \| \| \| \| \| \| \| \| \| \| \| \| \| \| \| \| \| \| \| \| \| \| \| \| \| \| \| \| \| \| \| \| \| \| \| \| \| \| \| \| \| \| \| \| \| \| \| \| \| \| \| \| \| \| \| \| \| \| \| \| \| \| \| \| \| \| \| \| \| \| \| \| \| \| \| \| \| \| \| \| \| \| \| \| \| \| \| \| \| \| \| \| \| \| \| \| \| \| \| \| \| \| \| \| \| \| \| \| \| \| \| \| \| \| \| \| \| \| \| \| \| \| \| \| \| \| \| \| \| \| \| \| \| \| \| \| \| \| \| \| \| \| \| \| Kim Young-sook 1947– \| Kim Young-sook 1947– \| Kim Young-sook 1947– \| Kim Young-sook 1947– \| Kim Young-sook 1947– \| Kim Young-sook 1947– \| \| \| Song Hye-rim 1937–2002 \| Song Hye-rim 1937–2002 \| Song Hye-rim 1937–2002 \| Song Hye-rim 1937–2002 \| Song Hye-rim 1937–2002 \| Song Hye-rim 1937–2002 \| \| \| Kim Jong-il 1941[52]–2011 \| Kim Jong-il 1941[52]–2011 \| Kim Jong-il 1941[52]–2011 \| Kim Jong-il 1941[52]–2011 \| Kim Jong-il 1941[52]–2011 \| Kim Jong-il 1941[52]–2011 \| \| \| Ko Yong-hi ca. 1952–2004 \| Ko Yong-hi ca. 1952–2004 \| Ko Yong-hi ca. 1952–2004 \| Ko Yong-hi ca. 1952–2004 \| Ko Yong-hi ca. 1952–2004 \| Ko Yong-hi ca. 1952–2004 \| \| \| Kim Ok 1964– \| Kim Ok 1964– \| Kim Ok 1964– \| Kim Ok 1964– \| Kim Ok 1964– \| Kim Ok 1964– \| \| \| Kim Kyŏng-hŭi 1946– \| Kim Kyŏng-hŭi 1946– \| Kim Kyŏng-hŭi 1946– \| Kim Kyŏng-hŭi 1946– \| Kim Kyŏng-hŭi 1946– \| Kim Kyŏng-hŭi 1946– \| \| \| Jang Song-thaek 1946–2013 \| Jang Song-thaek 1946–2013 \| Jang Song-thaek 1946–2013 \| Jang Song-thaek 1946–2013 \| Jang Song-thaek 1946–2013 \| Jang Song-thaek 1946–2013 \| \| \| Kim Pyong-il 1954– \| Kim Pyong-il 1954– \| Kim Pyong-il 1954– \| Kim Pyong-il 1954– \| Kim Pyong-il 1954– \| Kim Pyong-il 1954– \| \| Kim Young-sook 1947– \| Kim Young-sook 1947– \| Kim Young-sook 1947– \| Kim Young-sook 1947– \| Kim Young-sook 1947– \| Kim Young-sook 1947– \| \| \| Song Hye-rim 1937–2002 \| Song Hye-rim 1937–2002 \| Song Hye-rim 1937–2002 \| Song Hye-rim 1937–2002 \| Song Hye-rim 1937–2002 \| Song Hye-rim 1937–2002 \| \| \| Kim Jong-il 1941[52]–2011 \| Kim Jong-il 1941[52]–2011 \| Kim Jong-il 1941[52]–2011 \| Kim Jong-il 1941[52]–2011 \| Kim Jong-il 1941[52]–2011 \| Kim Jong-il 1941[52]–2011 \| \| \| Ko Yong-hi ca. 1952–2004 \| Ko Yong-hi ca. 1952–2004 \| Ko Yong-hi ca. 1952–2004 \| Ko Yong-hi ca. 1952–2004 \| Ko Yong-hi ca. 1952–2004 \| Ko Yong-hi ca. 1952–2004 \| \| \| Kim Ok 1964– \| Kim Ok 1964– \| Kim Ok 1964– \| Kim Ok 1964– \| Kim Ok 1964– \| Kim Ok 1964– \| \| \| Kim Kyŏng-hŭi 1946– \| Kim Kyŏng-hŭi 1946– \| Kim Kyŏng-hŭi 1946– \| Kim Kyŏng-hŭi 1946– \| Kim Kyŏng-hŭi 1946– \| Kim Kyŏng-hŭi 1946– \| \| \| Jang Song-thaek 1946–2013 \| Jang Song-thaek 1946–2013 \| Jang Song-thaek 1946–2013 \| Jang Song-thaek 1946–2013 \| Jang Song-thaek 1946–2013 \| Jang Song-thaek 1946–2013 \| \| \| Kim Pyong-il 1954– \| Kim Pyong-il 1954– \| Kim Pyong-il 1954– \| Kim Pyong-il 1954– \| Kim Pyong-il 1954– \| Kim Pyong-il 1954– \| \| \| \| \| \| \| \| \| \| \| \| \| \| \| \| \| \| \| \| \| \| \| \| \| \| \| \| \| \| \| \| \| \| \| \| \| \| \| \| \| \| \| \| \| \| \| \| \| \| \| \| \| \| \| \| \| \| \| \| \| \| \| \| \| \| \| \| \| \| \| \| \| \| \| \| \| \| \| \| \| \| \| \| \| \| \| \| \| \| \| \| \| \| \| \| \| \| \| \| \| \| \| \| \| \| \| \| \| \| \| \| \| \| \| \| \| \| \| \| \| \| \| \| \| \| \| \| \| \| \| \| Kim Sol-song 1974– \| Kim Sol-song 1974– \| Kim Sol-song 1974– \| Kim Sol-song 1974– \| Kim Sol-song 1974– \| Kim Sol-song 1974– \| \| \| Kim Jong-nam 1971–2017 \| Kim Jong-nam 1971–2017 \| Kim Jong-nam 1971–2017 \| Kim Jong-nam 1971–2017 \| Kim Jong-nam 1971–2017 \| Kim Jong-nam 1971–2017 \| \| \| Kim Jong-chol 1981– \| Kim Jong-chol 1981– \| Kim Jong-chol 1981– \| Kim Jong-chol 1981– \| Kim Jong-chol 1981– \| Kim Jong-chol 1981– \| \| \| Kim Jong-un 1984[53]– \| Kim Jong-un 1984[53]– \| Kim Jong-un 1984[53]– \| Kim Jong-un 1984[53]– \| Kim Jong-un 1984[53]– \| Kim Jong-un 1984[53]– \| \| \| Ri Sol-ju 1989– \| Ri Sol-ju 1989– \| Ri Sol-ju 1989– \| Ri Sol-ju 1989– \| Ri Sol-ju 1989– \| Ri Sol-ju 1989– \| \| \| Kim Yo-jong 1987– \| Kim Yo-jong 1987– \| Kim Yo-jong 1987– \| Kim Yo-jong 1987– \| Kim Yo-jong 1987– \| Kim Yo-jong 1987– \| \| \| \| \| \| \| \| \| \| \| \| \| \| \| \| \| \| Kim Sol-song 1974– \| Kim Sol-song 1974– \| Kim Sol-song 1974– \| Kim Sol-song 1974– \| Kim Sol-song 1974– \| Kim Sol-song 1974– \| \| \| Kim Jong-nam 1971–2017 \| Kim Jong-nam 1971–2017 \| Kim Jong-nam 1971–2017 \| Kim Jong-nam 1971–2017 \| Kim Jong-nam 1971–2017 \| Kim Jong-nam 1971–2017 \| \| \| Kim Jong-chol 1981– \| Kim Jong-chol 1981– \| Kim Jong-chol 1981– \| Kim Jong-chol 1981– \| Kim Jong-chol 1981– \| Kim Jong-chol 1981– \| \| \| Kim Jong-un 1984[53]– \| Kim Jong-un 1984[53]– \| Kim Jong-un 1984[53]– \| Kim Jong-un 1984[53]– \| Kim Jong-un 1984[53]– \| Kim Jong-un 1984[53]– \| \| \| Ri Sol-ju 1989– \| Ri Sol-ju 1989– \| Ri Sol-ju 1989– \| Ri Sol-ju 1989– \| Ri Sol-ju 1989– \| Ri Sol-ju 1989– \| \| \| Kim Yo-jong 1987– \| Kim Yo-jong 1987– \| Kim Yo-jong 1987– \| Kim Yo-jong 1987– \| Kim Yo-jong 1987– \| Kim Yo-jong 1987– \| \| \| \| \| \| \| \| \| \| \| \| \| \| \| \| \| \| \| \| \| \| \| \| \| \| \| \| \| \| \| \| \| \| \| \| \| \| \| \| \| \| \| \| \| \| \| \| \| \| \| \| \| \| \| \| \| \| \| \| \| \| \| \| \| \| \| \| \| \| \| \| \| \| \| \| \| \| \| \| \| \| \| \| \| \| \| \| \| Kim Han-sol 1995– \| Kim Han-sol 1995– \| Kim Han-sol 1995– \| Kim Han-sol 1995– \| Kim Han-sol 1995– \| Kim Han-sol 1995– \| \| \| \| \| \| \| \| \| \| \| \| \| \| \| Kim Ju-ae ca. 2012– \| Kim Ju-ae ca. 2012– \| Kim Ju-ae ca. 2012– \| Kim Ju-ae ca. 2012– \| Kim Ju-ae ca. 2012– \| Kim Ju-ae ca. 2012– \| \| \| \| \| \| \| \| \| \| \| \| \| \| \| \| \| \| \| \| \| \| \| \| \| |                      |                      |                      |                      |                      |                    |                    |                        |                        |                        |                        |                        |                        |                        |                        |                        |                        |                       |                       |                       |                       |                     |                     |                          |                          |                          |                          |                          |                          |                        |                        |                        |                        |                         |                         |                         |                         |                         |                         |                       |                       |                        |                        |                        |                        |                        |                        |                           |                           |                           |                           |                           |                           |                       |                       |                       |                       |                       |                       |                    |                    |
| |                      |                      |                      |                      |                      |                    |                    |                        |                        |                        |                        |                        |                        |                        |                        |                        |                        |                       |                       |                       |                       |                     |                     |                          |                          |                          |                          |                          |                          |                        |                        |                        |                        | Kim Bo-hyon 1871–1955   |                         |                         |                         |                         |                         |                       |                       |                        |                        |                        |                        |                        |                        |                           |                           |                           |                           |                           |                           |                       |                       |                       |                       |                       |                       |                    |                    |
| |                      |                      |                      |                      |                      |                    |                    |                        |                        |                        |                        |                        |                        |                        |                        |                        |                        |                       |                       |                       |                       |                     |                     |                          |                          |                          |                          |                          |                          |                        |                        |                        |                        |                         |                         |                         |                         |                         |                         |                       |                       |                        |                        |                        |                        |                        |                        |                           |                           |                           |                           |                           |                           |                       |                       |                       |                       |                       |                       |                    |                    |
| |                      |                      |                      |                      |                      |                    |                    |                        |                        |                        |                        |                        |                        |                        |                        |                        |                        |                       |                       |                       |                       |                     |                     |                          |                          |                          |                          |                          |                          |                        |                        |                        |                        | Kim Hyong-jik 1894–1926 | Kim Hyong-jik 1894–1926 | Kim Hyong-jik 1894–1926 | Kim Hyong-jik 1894–1926 | Kim Hyong-jik 1894–1926 | Kim Hyong-jik 1894–1926 |                       |                       | Kang Pan-sok 1892–1932 | Kang Pan-sok 1892–1932 | Kang Pan-sok 1892–1932 | Kang Pan-sok 1892–1932 | Kang Pan-sok 1892–1932 | Kang Pan-sok 1892–1932 |                           |                           |                           |                           |                           |                           |                       |                       |                       |                       |                       |                       |                    |                    |
| |                      |                      |                      |                      |                      |                    |                    |                        |                        |                        |                        |                        |                        |                        |                        |                        |                        |                       |                       |                       |                       |                     |                     |                          |                          |                          |                          |                          |                          |                        |                        |                        |                        | Kim Hyong-jik 1894–1926 | Kim Hyong-jik 1894–1926 | Kim Hyong-jik 1894–1926 | Kim Hyong-jik 1894–1926 | Kim Hyong-jik 1894–1926 | Kim Hyong-jik 1894–1926 |                       |                       | Kang Pan-sok 1892–1932 | Kang Pan-sok 1892–1932 | Kang Pan-sok 1892–1932 | Kang Pan-sok 1892–1932 | Kang Pan-sok 1892–1932 | Kang Pan-sok 1892–1932 |                           |                           |                           |                           |                           |                           |                       |                       |                       |                       |                       |                       |                    |                    |
| |                      |                      |                      |                      |                      |                    |                    |                        |                        |                        |                        |                        |                        |                        |                        |                        |                        |                       |                       |                       |                       |                     |                     |                          |                          |                          |                          |                          |                          |                        |                        |                        |                        |                         |                         |                         |                         |                         |                         |                       |                       |                        |                        |                        |                        |                        |                        |                           |                           |                           |                           |                           |                           |                       |                       |                       |                       |                       |                       |                    |                    |
| |                      |                      |                      |                      |                      |                    |                    |                        |                        |                        |                        |                        |                        |                        |                        |                        |                        |                       |                       |                       |                       |                     |                     |                          |                          |                          |                          |                          |                          |                        |                        |                        |                        |                         |                         |                         |                         |                         |                         |                       |                       |                        |                        |                        |                        |                        |                        |                           |                           |                           |                           |                           |                           |                       |                       |                       |                       |                       |                       |                    |                    |
| |                      |                      |                      |                      |                      |                    |                    |                        |                        |                        |                        |                        |                        |                        |                        |                        |                        |                       |                       |                       |                       |                     |                     |                          |                          |                          |                          |                          |                          | Kim Jong-suk 1917–1949 | Kim Jong-suk 1917–1949 | Kim Jong-suk 1917–1949 | Kim Jong-suk 1917–1949 | Kim Jong-suk 1917–1949  | Kim Jong-suk 1917–1949  |                         |                         | Kim Il-sung 1912–1994   | Kim Il-sung 1912–1994   | Kim Il-sung 1912–1994 | Kim Il-sung 1912–1994 | Kim Il-sung 1912–1994  | Kim Il-sung 1912–1994  |                        |                        | Kim Song-ae 1924–2014  | Kim Song-ae 1924–2014  | Kim Song-ae 1924–2014     | Kim Song-ae 1924–2014     | Kim Song-ae 1924–2014     | Kim Song-ae 1924–2014     |                           |                           | Kim Yŏng-ju 1920–2021 | Kim Yŏng-ju 1920–2021 | Kim Yŏng-ju 1920–2021 | Kim Yŏng-ju 1920–2021 | Kim Yŏng-ju 1920–2021 | Kim Yŏng-ju 1920–2021 |                    |                    |
| |                      |                      |                      |                      |                      |                    |                    |                        |                        |                        |                        |                        |                        |                        |                        |                        |                        |                       |                       |                       |                       |                     |                     |                          |                          |                          |                          |                          |                          | Kim Jong-suk 1917–1949 | Kim Jong-suk 1917–1949 | Kim Jong-suk 1917–1949 | Kim Jong-suk 1917–1949 | Kim Jong-suk 1917–1949  | Kim Jong-suk 1917–1949  |                         |                         | Kim Il-sung 1912–1994   | Kim Il-sung 1912–1994   | Kim Il-sung 1912–1994 | Kim Il-sung 1912–1994 | Kim Il-sung 1912–1994  | Kim Il-sung 1912–1994  |                        |                        | Kim Song-ae 1924–2014  | Kim Song-ae 1924–2014  | Kim Song-ae 1924–2014     | Kim Song-ae 1924–2014     | Kim Song-ae 1924–2014     | Kim Song-ae 1924–2014     |                           |                           | Kim Yŏng-ju 1920–2021 | Kim Yŏng-ju 1920–2021 | Kim Yŏng-ju 1920–2021 | Kim Yŏng-ju 1920–2021 | Kim Yŏng-ju 1920–2021 | Kim Yŏng-ju 1920–2021 |                    |                    |
| |                      |                      |                      |                      |                      |                    |                    |                        |                        |                        |                        |                        |                        |                        |                        |                        |                        |                       |                       |                       |                       |                     |                     |                          |                          |                          |                          |                          |                          |                        |                        |                        |                        |                         |                         |                         |                         |                         |                         |                       |                       |                        |                        |                        |                        |                        |                        |                           |                           |                           |                           |                           |                           |                       |                       |                       |                       |                       |                       |                    |                    |
| |                      |                      |                      |                      |                      |                    |                    |                        |                        |                        |                        |                        |                        |                        |                        |                        |                        |                       |                       |                       |                       |                     |                     |                          |                          |                          |                          |                          |                          |                        |                        |                        |                        |                         |                         |                         |                         |                         |                         |                       |                       |                        |                        |                        |                        |                        |                        |                           |                           |                           |                           |                           |                           |                       |                       |                       |                       |                       |                       |                    |                    |
| |                      |                      |                      |                      |                      |                    |                    |                        |                        |                        |                        |                        |                        |                        |                        |                        |                        |                       |                       |                       |                       |                     |                     |                          |                          |                          |                          |                          |                          |                        |                        |                        |                        |                         |                         |                         |                         |                         |                         |                       |                       |                        |                        |                        |                        |                        |                        |                           |                           |                           |                           |                           |                           |                       |                       |                       |                       |                       |                       |                    |                    |
| |                      |                      |                      |                      |                      |                    |                    |                        |                        |                        |                        |                        |                        |                        |                        |                        |                        |                       |                       |                       |                       |                     |                     |                          |                          |                          |                          |                          |                          |                        |                        |                        |                        |                         |                         |                         |                         |                         |                         |                       |                       |                        |                        |                        |                        |                        |                        |                           |                           |                           |                           |                           |                           |                       |                       |                       |                       |                       |                       |                    |                    |
| Kim Young-sook 1947– | Kim Young-sook 1947– | Kim Young-sook 1947– | Kim Young-sook 1947– | Kim Young-sook 1947– | Kim Young-sook 1947– |                    |                    | Song Hye-rim 1937–2002 | Song Hye-rim 1937–2002 | Song Hye-rim 1937–2002 | Song Hye-rim 1937–2002 | Song Hye-rim 1937–2002 | Song Hye-rim 1937–2002 |                        |                        | Kim Jong-il 1941–2011  | Kim Jong-il 1941–2011  | Kim Jong-il 1941–2011 | Kim Jong-il 1941–2011 | Kim Jong-il 1941–2011 | Kim Jong-il 1941–2011 |                     |                     | Ko Yong-hi ca. 1952–2004 | Ko Yong-hi ca. 1952–2004 | Ko Yong-hi ca. 1952–2004 | Ko Yong-hi ca. 1952–2004 | Ko Yong-hi ca. 1952–2004 | Ko Yong-hi ca. 1952–2004 |                        |                        | Kim Ok 1964–           | Kim Ok 1964–           | Kim Ok 1964–            | Kim Ok 1964–            | Kim Ok 1964–            | Kim Ok 1964–            |                         |                         | Kim Kyŏng-hŭi 1946–   | Kim Kyŏng-hŭi 1946–   | Kim Kyŏng-hŭi 1946–    | Kim Kyŏng-hŭi 1946–    | Kim Kyŏng-hŭi 1946–    | Kim Kyŏng-hŭi 1946–    |                        |                        | Jang Song-thaek 1946–2013 | Jang Song-thaek 1946–2013 | Jang Song-thaek 1946–2013 | Jang Song-thaek 1946–2013 | Jang Song-thaek 1946–2013 | Jang Song-thaek 1946–2013 |                       |                       | Kim Pyong-il 1954–    | Kim Pyong-il 1954–    | Kim Pyong-il 1954–    | Kim Pyong-il 1954–    | Kim Pyong-il 1954– | Kim Pyong-il 1954– |
| Kim Young-sook 1947– | Kim Young-sook 1947– | Kim Young-sook 1947– | Kim Young-sook 1947– | Kim Young-sook 1947– | Kim Young-sook 1947– |                    |                    | Song Hye-rim 1937–2002 | Song Hye-rim 1937–2002 | Song Hye-rim 1937–2002 | Song Hye-rim 1937–2002 | Song Hye-rim 1937–2002 | Song Hye-rim 1937–2002 |                        |                        | Kim Jong-il 1941–2011  | Kim Jong-il 1941–2011  | Kim Jong-il 1941–2011 | Kim Jong-il 1941–2011 | Kim Jong-il 1941–2011 | Kim Jong-il 1941–2011 |                     |                     | Ko Yong-hi ca. 1952–2004 | Ko Yong-hi ca. 1952–2004 | Ko Yong-hi ca. 1952–2004 | Ko Yong-hi ca. 1952–2004 | Ko Yong-hi ca. 1952–2004 | Ko Yong-hi ca. 1952–2004 |                        |                        | Kim Ok 1964–           | Kim Ok 1964–           | Kim Ok 1964–            | Kim Ok 1964–            | Kim Ok 1964–            | Kim Ok 1964–            |                         |                         | Kim Kyŏng-hŭi 1946–   | Kim Kyŏng-hŭi 1946–   | Kim Kyŏng-hŭi 1946–    | Kim Kyŏng-hŭi 1946–    | Kim Kyŏng-hŭi 1946–    | Kim Kyŏng-hŭi 1946–    |                        |                        | Jang Song-thaek 1946–2013 | Jang Song-thaek 1946–2013 | Jang Song-thaek 1946–2013 | Jang Song-thaek 1946–2013 | Jang Song-thaek 1946–2013 | Jang Song-thaek 1946–2013 |                       |                       | Kim Pyong-il 1954–    | Kim Pyong-il 1954–    | Kim Pyong-il 1954–    | Kim Pyong-il 1954–    | Kim Pyong-il 1954– | Kim Pyong-il 1954– |
| |                      |                      |                      |                      |                      |                    |                    |                        |                        |                        |                        |                        |                        |                        |                        |                        |                        |                       |                       |                       |                       |                     |                     |                          |                          |                          |                          |                          |                          |                        |                        |                        |                        |                         |                         |                         |                         |                         |                         |                       |                       |                        |                        |                        |                        |                        |                        |                           |                           |                           |                           |                           |                           |                       |                       |                       |                       |                       |                       |                    |                    |
| |                      |                      |                      |                      |                      |                    |                    |                        |                        |                        |                        |                        |                        |                        |                        |                        |                        |                       |                       |                       |                       |                     |                     |                          |                          |                          |                          |                          |                          |                        |                        |                        |                        |                         |                         |                         |                         |                         |                         |                       |                       |                        |                        |                        |                        |                        |                        |                           |                           |                           |                           |                           |                           |                       |                       |                       |                       |                       |                       |                    |                    |
| |                      |                      |                      | Kim Sol-song 1974–   | Kim Sol-song 1974–   | Kim Sol-song 1974– | Kim Sol-song 1974– | Kim Sol-song 1974–     | Kim Sol-song 1974–     |                        |                        | Kim Jong-nam 1971–2017 | Kim Jong-nam 1971–2017 | Kim Jong-nam 1971–2017 | Kim Jong-nam 1971–2017 | Kim Jong-nam 1971–2017 | Kim Jong-nam 1971–2017 |                       |                       | Kim Jong-chol 1981–   | Kim Jong-chol 1981–   | Kim Jong-chol 1981– | Kim Jong-chol 1981– | Kim Jong-chol 1981–      | Kim Jong-chol 1981–      |                          |                          | Kim Jong-un 1984–        | Kim Jong-un 1984–        | Kim Jong-un 1984–      | Kim Jong-un 1984–      | Kim Jong-un 1984–      | Kim Jong-un 1984–      |                         |                         | Ri Sol-ju 1989–         | Ri Sol-ju 1989–         | Ri Sol-ju 1989–         | Ri Sol-ju 1989–         | Ri Sol-ju 1989–       | Ri Sol-ju 1989–       |                        |                        | Kim Yo-jong 1987–      | Kim Yo-jong 1987–      | Kim Yo-jong 1987–      | Kim Yo-jong 1987–      | Kim Yo-jong 1987–         | Kim Yo-jong 1987–         |                           |                           |                           |                           |                       |                       |                       |                       |                       |                       |                    |                    |
| |                      |                      |                      | Kim Sol-song 1974–   | Kim Sol-song 1974–   | Kim Sol-song 1974– | Kim Sol-song 1974– | Kim Sol-song 1974–     | Kim Sol-song 1974–     |                        |                        | Kim Jong-nam 1971–2017 | Kim Jong-nam 1971–2017 | Kim Jong-nam 1971–2017 | Kim Jong-nam 1971–2017 | Kim Jong-nam 1971–2017 | Kim Jong-nam 1971–2017 |                       |                       | Kim Jong-chol 1981–   | Kim Jong-chol 1981–   | Kim Jong-chol 1981– | Kim Jong-chol 1981– | Kim Jong-chol 1981–      | Kim Jong-chol 1981–      |                          |                          | Kim Jong-un 1984–        | Kim Jong-un 1984–        | Kim Jong-un 1984–      | Kim Jong-un 1984–      | Kim Jong-un 1984–      | Kim Jong-un 1984–      |                         |                         | Ri Sol-ju 1989–         | Ri Sol-ju 1989–         | Ri Sol-ju 1989–         | Ri Sol-ju 1989–         | Ri Sol-ju 1989–       | Ri Sol-ju 1989–       |                        |                        | Kim Yo-jong 1987–      | Kim Yo-jong 1987–      | Kim Yo-jong 1987–      | Kim Yo-jong 1987–      | Kim Yo-jong 1987–         | Kim Yo-jong 1987–         |                           |                           |                           |                           |                       |                       |                       |                       |                       |                       |                    |                    |
| |                      |                      |                      |                      |                      |                    |                    |                        |                        |                        |                        |                        |                        |                        |                        |                        |                        |                       |                       |                       |                       |                     |                     |                          |                          |                          |                          |                          |                          |                        |                        |                        |                        |                         |                         |                         |                         |                         |                         |                       |                       |                        |                        |                        |                        |                        |                        |                           |                           |                           |                           |                           |                           |                       |                       |                       |                       |                       |                       |                    |                    |
| |                      |                      |                      |                      |                      |                    |                    |                        |                        |                        |                        | Kim Han-sol 1995–      | Kim Han-sol 1995–      | Kim Han-sol 1995–      | Kim Han-sol 1995–      | Kim Han-sol 1995–      | Kim Han-sol 1995–      |                       |                       |                       |                       |                     |                     |                          |                          |                          |                          |                          |                          |                        |                        | Kim Ju-ae ca. 2012–    | Kim Ju-ae ca. 2012–    | Kim Ju-ae ca. 2012–     | Kim Ju-ae ca. 2012–     | Kim Ju-ae ca. 2012–     | Kim Ju-ae ca. 2012–     |                         |                         |                       |                       |                        |                        |                        |                        |                        |                        |                           |                           |                           |                           |                           |                           |                       |                       |                       |                       |                       |                       |                    |                    |

## Legendenbildung und Rezeption

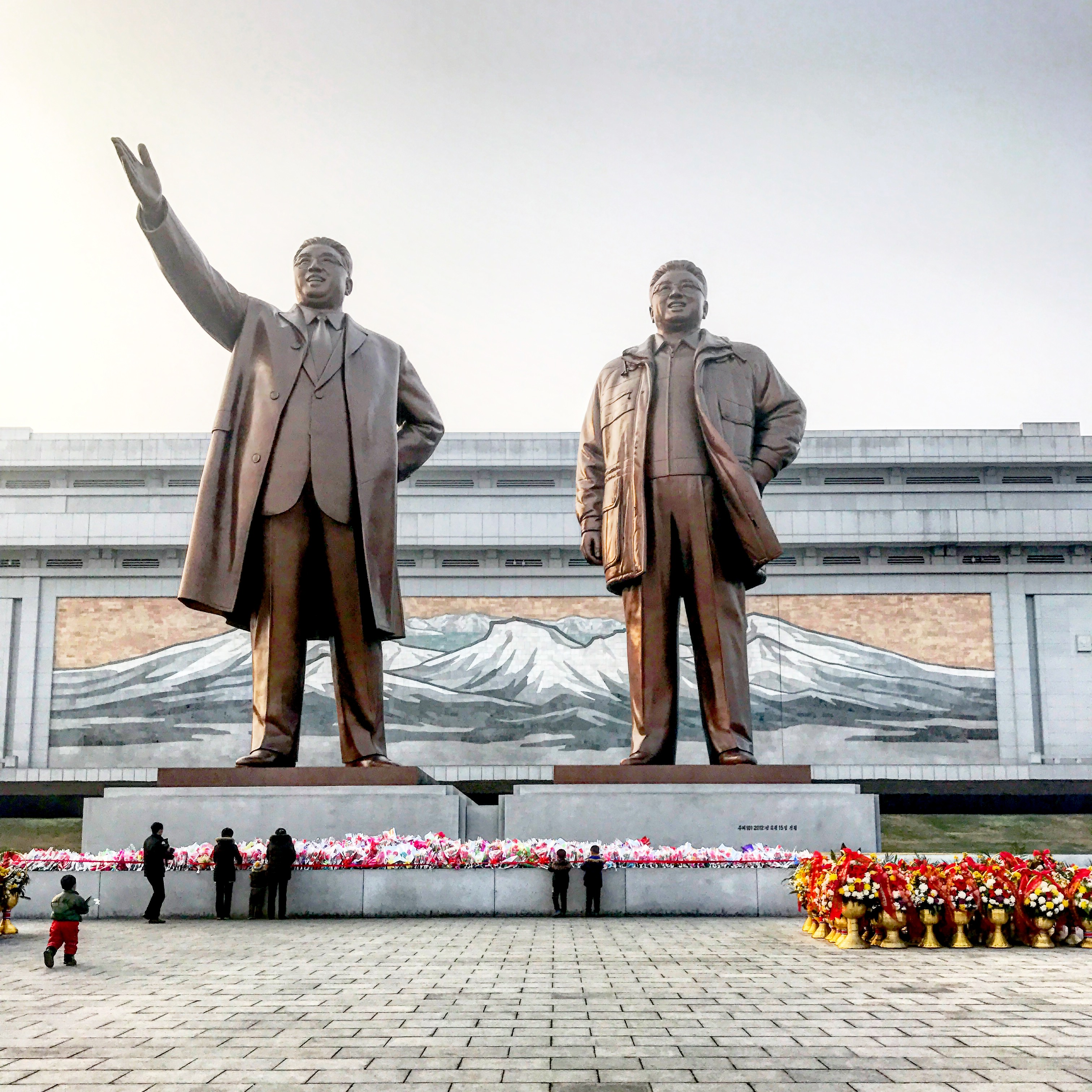
Statuen von Kim Jong-Il (rechts) und Kim Il-Sung am Großmonument Mansudae

Nach ihm wurde die Blume Kimjongilia benannt. Sein Geburtstag ist Nationalfeiertag in Nordkorea und wird jährlich als Tag des strahlenden Sterns begangen.
Im Westen war der Blog Kim Jong-il Looking at Things erfolgreich, das in satirischer Absicht Propagandabilder Kims veröffentlichte.
Im Februar 2015 wurde am Parteisitz der tschechischen Kommunisten die Ausstellung „Zum Tag des strahlenden Sterns“ gezeigt. Der KSCM-Vorsitzende sagte, die Führung in Pjöngjang habe „viel für das Volk getan“. Ein konservativer Politiker kritisierte die Intention der Ausstellung und bezeichnete Kim Jong-il als „Massenmörder und Diktator“.
Daneben gab es einige Parodien über Kim Jong Il im Film und Fernsehen: Innerhalb der Fernsehsendung MadTV gab es die Kim Jong Il Show. Dabei wurde der Diktator von Bobby Lee verkörpert. Sprite produzierte im Jahr 2011 für den israelischen Markt eine Werbung, die stark an den nordkoreanischen Machthaber erinnert. Auch eine Art Werbeclip war das „E-Harmony Ad“, in dem Kim seine vermeintlich perfekte Liebe gefunden hat. In den sogenannten Outtakes kritisiert der Machthaber seine Liebste, um sie im Anschluss zu erschießen. Im Film Team America: World Police sang die Kim-Jong-Il-Marionette das Lied I’m So Ronery. Zudem wird zu Beginn von Sacha Baron Cohens Film Der Diktator ein Bild von Kim Jong-il mit der Überschrift In stillem Gedenken an Kim Jong-il eingeblendet.
Die Graphic Novel Madame Choi und die Monster (Zeichnungen: Sheree Domingo, Szenario: Patrick Spät) befasst sich mit Nordkorea und Kim Jong-il. Dabei geht es insbesondere um die von Kim Jong-il 1978 angeordnete Entführung der Schauspielerin Choi Eun-hee und ihres Ex-Mannes, dem Regisseur Shin Sang-ok.

## Die Schriften Kims
Kim Jong-il veröffentlichte nach nordkoreanischen Angaben 890 Werke während des Zeitraums vom Juni 1964 bis Juni 1994. Laut der nordkoreanischen Nachrichtenagentur KCNA erschienen von 1964 bis 2001 550 Werke. Im Jahr 2001 wurde bekannt, dass der Verlag der PdAK mindestens 120 Werke Kim Jong-ils veröffentlicht hat.
2009 stellte die KCNA die Zahlen wie folgt dar: „Mindestens 354.000 Exemplare von Kim Jong-ils Werken wurden in fast 70 Sprachen übersetzt und wurden im neuen Jahrhundert in etwa 80 Ländern gedruckt. Im Jahr 2006 gab es mehr als 500 Aktivitäten zum Studium und Vertrieb der Werke in mindestens 120 Ländern und Regionen. Im darauffolgenden Jahr wurden insgesamt mehr als 600 Veranstaltungen unterschiedlicher Form in mindestens 130 Ländern und Regionen gehalten. Und 2008 fanden mindestens 3.000 Aktivitäten in über 150 Ländern und Regionen zum gleichen Zweck statt.“
Die Sammlung Ausgewählte Werke, deren Veröffentlichung nach dem Tod Kims weiterging, läuft bis zum Band 24 in koreanischer Sprache und bis zum Band 15 in deutscher Sprache. Band 3 bis 8 wurden nie auf Deutsch veröffentlicht.
In seinen Jugend- und Studentenjahren schrieb Kim Jong-il Gedichte – insbesondere Dir, Korea, will ich zu Ruhm verhelfen. Kim Jong-il schrieb auch Liedtexte. Mit der Abhandlung Über die Filmkunst aus dem Jahr 1973 verfasste er seine erste große literarische Arbeit.

### Werkausgaben von Kim Jong-il
Im Verlag für fremdsprachige Literatur (Pjöngjang) sind die beiden folgenden deutschsprachigen Werkausgaben erschienen.
- Kim Dschong Il: Für die Vollendung des revolutionären Dschutsche-Werkes. Band 1. 1990.
- Kim Jong Il: Ausgewählte Werke.[68]
  - Bände 1–2: 1992 / 1995
  - Bände 9–15: 1997 / 1999 / 2003 / 2008 / 2009 / 2010 / 2011

## Auszeichnungen

### Auszeichnungen Nordkoreas
- „Kim-Il-sung“-Preis (Februar 1973, posthum im März 2012)[69]
- „Held der Demokratischen Volksrepublik Korea“[69] (1975, 1982, 1992, posthum am 19. Dezember 2011[70])
- „Kim-Il-sung“-Orden (1978, 1982, 1992, posthum 2012)[69]
- „Marschall der Demokratischen Volksrepublik Korea“[21] (20. April 1992)
- „Generalissimus der Demokratischen Volksrepublik Korea“ (posthum am 14. Februar 2012)[71]

### Ausländische Ehrenbürgerwürden

#### Peru
- Stadt Lima (4. Februar 1997)[72]
  - Distrikt Madalena del Mar der Stadt Lima (30. April 2004)[73]
- Stadt Piura (4. Juli 1997)[74]
- Stadt Huancayo (29. August 1997)[75]
- Stadt Tumbes (8. Dezember 1997)[76]
- Distrikt San Luis in Lima (31. Dezember 1997)[77]
- Stadt Arequipa (3. Januar 1998)[78]
- Stadt Coishco in der Region Ancash (8. Februar 1998)[79]
- Stadt Huacho (26. November 1999)[80]
- Stadt Comas (3. Oktober 2000)[81]
- Distrikt Lince der Provinz Lima (Februar 2003)[82]
- Distrikt Pampas der Provinz Tayacaja der Region Huancavelica (18. März 2009)[83]
- Distrikt Ancón der Provinz Lima (17. Oktober 2011)[84]

#### Ecuador
- Provinz Cañar (November 2002)[85]
- Stadt Loja (15. April 2004)[86]
- Stadt Guaranda der Provinz Bolívar (3. Januar 2008)[87]
- Provinz Los Rios (14. August 2008)[88]
- Provinz Cotopaxi (2009)[89]
- Stadt San Miguel de Ibarra in der Provinz Imbabura (16. Februar 2010)[90]
- Eine Stadt der Provinz Bolivar (April 2011)[91]
- Stadt Caluma der Provinz Bolívar (posthum am 20. Januar 2012)[92]

#### Mexiko
- Stadt Nezahualcóyotl (9. Juli 2003)[93]
- Stadt Chiautempan des Bundesstaates Tlaxcala (3. August 2003)[94]
- Stadt Izucar de Matamoros des Bundesstaates Puebla (3. Dezember 2003)[95]
- Stadt Rafael Lara Grajales des Bundesstaates Puebla (9. April 2004)[96]

#### Nigeria
- Stadt Gusau des Bundesstaates Zamfara (3. Februar 2012)[97]
- Stadt Damaturu des Bundesstaates Yobe (9. Februar 2012)[98]

#### Weitere Länder
- Stadt Santiago de Cali in Kolumbien (Februar 1997)[99]
- Stadt Linden in Guyana (3. Oktober 2000)[100]

### Schriften Kim Jong-ils in deutscher Übersetzung (1974–2003)
- Einige Probleme zum Verständnis der Juche-Philosophie. Nach einem Gespräch mit Parteipropagandisten (2. April 1974)
- Über die Weiterentwicklung des Bildungswesens. Brief an die Teilnehmer der Landeskonferenz der aktiven Mitarbeiter des Bildungswesens (22. Juli 1984), OCLC 74913425.
- Über die Schauspielkunst. Gespräch mit Funktionären im Bereich Literatur und Kunst (20. April 1988) (PDF; 560 kB)
- Über die Filmkunst. Verlag für fremdsprachige Literatur, Pjöngjang 1989.[101]
- Der Sozialismus unseres Landes ist der Sozialismus unserer Prägung, in dem die Juche-Ideologie durchgesetzt ist. Rede vor verantwortlichen Funktionären des ZK der PdAK (27. Dezember 1990) (PDF; 138 kB)
- Unser Sozialismus, in dem die Volksmassen im Mittelpunkt stehen, ist unbesiegbar. Gespräch mit verantwortlichen Funktionären des ZK der PdAK (5. Mai 1991) Download Nr. 29
- Über die Musikkunst (17. Juli 1991) (PDF; 525 kB)
- Die Partei der Arbeit Koreas – die Partei des großen Führers Genossen Kim Il Sung (2. Oktober 1995) Download Nr. 40
- Zum richtigen Verständnis des Nationalismus. Gespräch mit verantwortlichen Funktionären des ZK der PdAK (26. und 28. Februar 2002) (PDF; 46 kB)
- Die Linie der Songun-Revolution – eine große revolutionäre Linie unseres Zeitalters und das stets siegreiche Banner unserer Revolution. Gespräch mit verantwortlichen Funktionären des ZK der PdAK (29. Januar 2003) Download Nr. 20